# Liubo

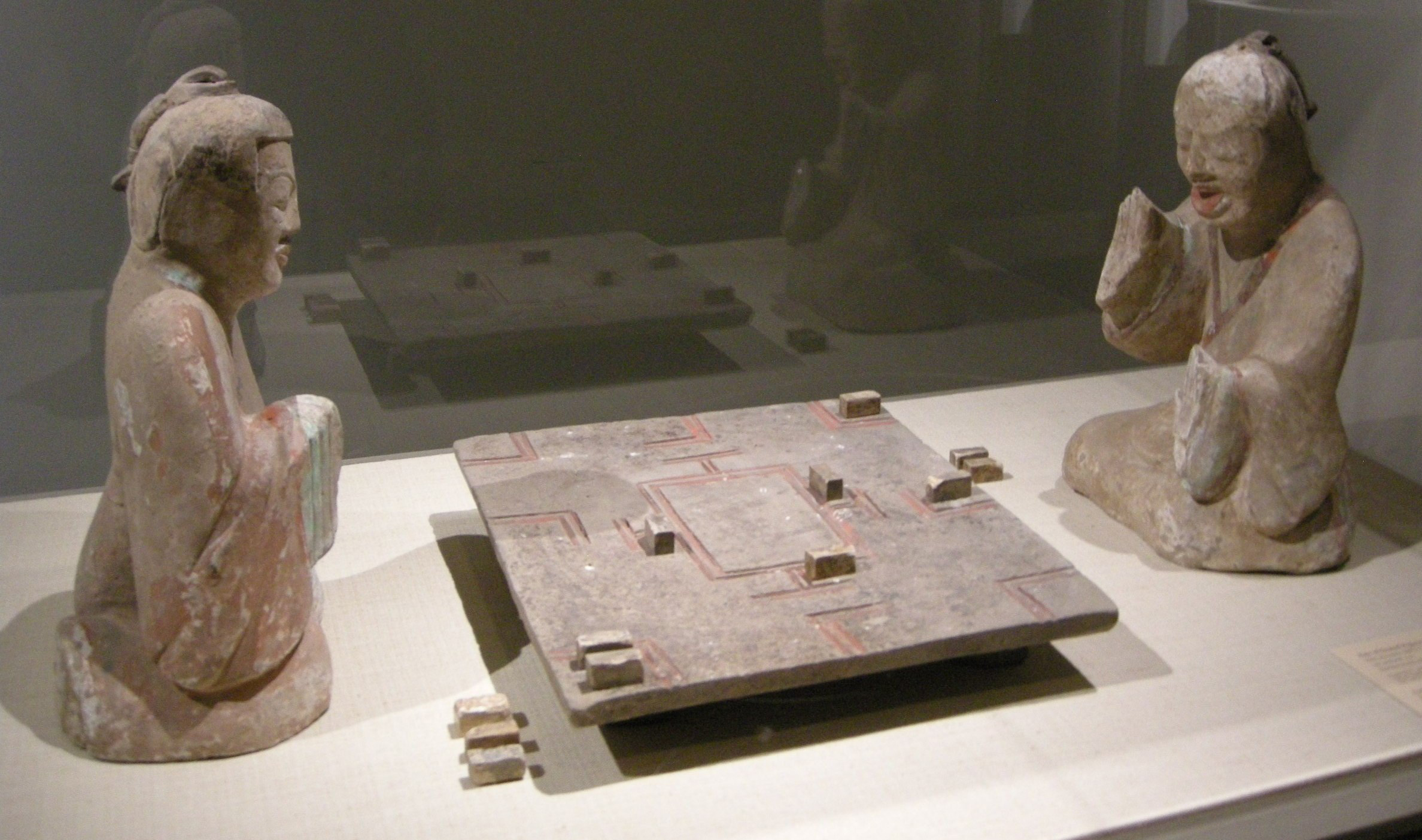
Dos figurillas de una tumba de la Dinastía Han Oriental (25-220 d. C.) jugando liubo.

Liubo o Liupo (En chino: 六博; pinyin: liù bó; literalmente "seis palos") es un antiguo juego de mesa chino.

## Historia
Los restos más primitivos que sobreviven de liubo datan de alrededor del 1500 a. C., la dinastía Shang en China, tallados en una losa de piedra azul. Se cree que el liubo perdió su popularidad alrededor del siglo VI d. C.

## Reglas

Una vista cercana del juego de tablero con las piezas de juego de la tumba Han Oriental.

Al igual que ocurre con la mayoría de los juegos llegados hasta nosotros desde la antigüedad, cómo se jugó el liubo exactamente pudo haber variado de un período a otro, de un jugador a otro y de una cultura a otra. Por ejemplo, al analizar la literatura antigua de Juegos de mesa griegos el Profesor Austin observa que Platón, entre los siglos V y IV a. C. describe al petteia originalmente como un juego de batalla, pero por el momento el conocimiento del juego que llegó por Eustathius Macrembolites en el siglo XII a. C., Eustathius lo llama un juego de carreras. El Profesor Austin da otros ejemplos similares a este.
El liubo no es diferente. Aunque hay autores que se refieren a las piezas del liubo como "generales" y "peones" (ver La historia del Xiangqi), otros las denominan "peces", "piedras" y "búhos" (ver Cazaux, ¿Es el ajedrez un juego híbrido?).
En consecuencia, mientras que algunos consideran al liubo como un juego de batalla con dados, otros lo ven solo como un juego similar a un juego de cartas donde los jugadores acumulan puntos o "peces". Aunque hay muchas referencias literarias y artísticas al juego desde la antigüedad, no se conocen registros supervivientes de las normas del liubo. Algunos estudiosos han tratado de reconstruir el juego, sobre todo Lien-sheng Yang, que analiza el juego, ya que posiblemente se jugaba sobre espejos de TLV.

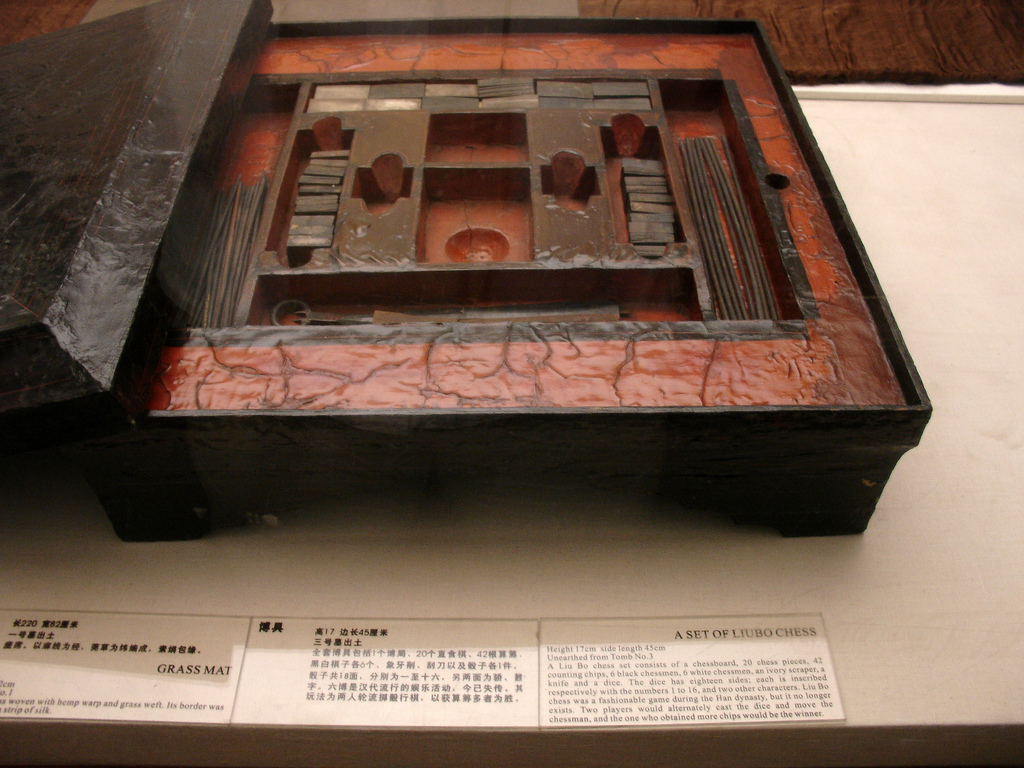
Un set lacado del juego chino de liubo excavado de la Tumba Nº 3 de Mawangdui, Changsha, provincia de Hunan, China, datado del durante la dinastía Han Occidental.

Porque sabemos que el liubo fue jugado por algunos como un "juego de batalla" (con palos que eran similares a dados) se ha ganado la distinción de haber generado tal vez el desarrollo creativo del Xiangqi (también conocido como ajedrez chino), otro antiguo juego chino de batalla (jugado sin dados). Además, algunos pueden señalar que la forma del diseño del tablero de liubo es similar a la red de escaques del Xiangqi.